# 高地狐
高地狐（學名：Lycalopex vetulus）是伪狐属的一种，是巴西特有的狐狸。与其他狐狸不同，它们主要以昆虫等小型无脊椎动物为食。

## 形態描述
高地狐的嘴巴较短、牙齿小、毛髪较短、四肢纤细。其身体的上半部分呈灰色，下侧则是奶油色或黄褐色。高地狐尾巴的尖端呈黑色，尾上方有明显的深色条纹，雄性个体的条纹可能从背部一直延伸至颈部。它们的耳朵和腿外侧为红色或黄褐色，下颚黑色。据报道，还有一些高地狐的黑化物种。
高地狐体型较小，體重只有3至4（6.6至8.8磅），头部加身体的总长度為58至72厘米（23至28英寸），尾長25至36厘米。得益于小巧纤细的体型，高地狐可快速而敏捷地奔跑。但因其牙齿相对脆弱，所以只适应以体型较小的无脊椎动物为食。

## 行为和饮食
高地狐是夜行性動物，繁殖季节之外主要独居生活。它们主要以昆虫为食，特别是白蚁、蜣螂和蝗蟲，但偶尔也捕食啮齿动物、小鸟，或取食水果。个体活动范围因环境不同有很大差异，据研究记录：在巴伊亚州南部，平均每385公顷（950英亩）生活有一隻雌性高地狐，而在米纳斯吉拉斯州牧场上，平均每456公顷（950英亩）有一個由成年繁殖对和5只幼崽组成的群體，在马托格罗索州东部牧场則每48公顷（120英亩）有2個繁殖對。

## 分佈範圍
高地狐原产于巴西中南部，但在该国北部亦记录了一些目击事件，在阿根廷曾发掘出更新世时期的化石。高地狐主要生活在海拔90至1100米（300至3,610英尺）之间的塞拉多地区，该处的开阔林地、灌木丛和草原为其提供了理想的栖息场所。目前暂未发现高地狐的亚种。

## 繁殖
雌性高地狐妊娠期约50天，通常在8月至9月生下两到四只幼崽，雄性和雌性幼崽的比例相等。雌性高地狐通常会准备一个巢穴用于分娩，但有时亦借用其他动物的洞穴。幼崽通常與4个月左右斷奶，由雌雄双方共同扶養。